# Đảo Gonâve
Đảo Gonâve (tiếng Pháp: Île de la Gonâve, phát âm [ɡɔ.nav]; thường gọi là La Gonâve) là một đảo của Haiti toạ lạc ở phía tây-tây bắc Port-au-Prince trong vịnh Gonâve. Đây là đảo lớn nhất trong các đảo vệ tinh của đảo lớn Hispaniola. La Gonâve là một arrondissement (Arrondissement de La Gonâve) của tỉnh Ouest và được chia làm các xã Anse-à-Galets và Pointe-à-Raquette. Người bản địa Taíno gọi hòn đảo là Guanabo.

## Địa lý

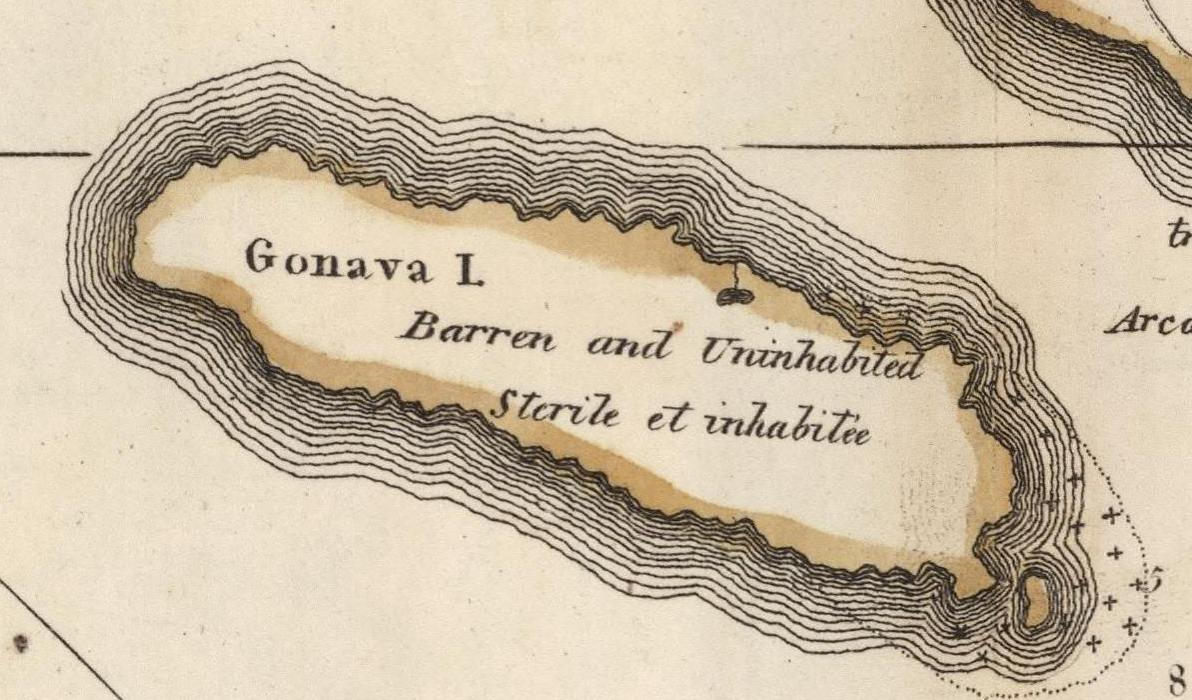
Bản đồ đảo Gonâve năm 1818.

Được tạo nên chủ yếu bằng đá vôi, đảo Gonâve được vây quanh bởi san hô, dài 60 km (37 mi) và rộng 15 km (9,3 mi), với tổng diện tích 743 km2 (287 dặm vuông Anh). Hòn đảo khá cằn cỗi, địa hình lắm đồi với điểm cao nhất đạt 778 m (2.552 ft). Đảo nhận được từ 800 mm (31 in) tới 1.600 mm (63 in) mưa mỗi năm, lượng mưa tăng dần theo độ cao.
Bản chất cằn cỗi của đất trên đảo từ lâu đã khiến canh tác nông nghiệp gặp nhiều khó khăn và làm dân số trên đảo thấp hơn mức nó có thể đạt. Trong thời kỳ thuộc địa, đảo không có thực dân cư ngụ, khiến người Taíno bản địa đến đây lánh nạn sau những trận đánh với người Tây Ban Nha. Những nô lệ trốn thoát trong thời kỳ thuộc địa Pháp cũng đôi khi tìm đến đây để trốn những người chủ của họ trên đảo lớn Hispaniola. Sự chăn nuôi và khai thác quá mức nguồn tài nguyên nước hiện đang ảnh hưởng đến cư dân trên đảo.

## Hành chính
Arrondissement La Gonâve được chia thành hai xã: Anse-à-Galets và Pointe-à-Raquette. Hai xã này lại chia ra 11 section và hai thị trấn (villes). Hai thị trấn Anse-à-Galets và Pointe-à-Raquette có tên đặt theo tên xã. Anse-à-Galets là điểm dân cư lớn hơn cả với dân số năm 2015 là 62.599 người.
| Anse-à-Galets       | Pointe-à-Raquette     |
| ------------------- | --------------------- |
| 1st Palma           | 5th Gros Mangle       |
| 2nd Petite Source   | 6th La Source         |
| 3rd Grande Source   | 7th Grand Vide        |
| 4th Grand Lagon     | 8th Trou Louis        |
| 10th Picmy (Pickmy) | 9th Pointe-à-Raquette |
| 11th Petite Anse    |                       |